# La sfida dei gemelli
La sfida dei gemelli (titolo originale Test of the Twins) è un romanzo fantasy scritto da Tracy Hickman e Margaret Weis e pubblicato per la prima volta nel 1986 in America dalla TSR. È il terzo romanzo della trilogia delle Leggende di Dragonlance.
La trama è basata sulla versione romanzata dei moduli di avventura per il gioco di ruolo Dungeons & Dragons della serie DL, pubblicato anch'esso dalla TSR.

## Trama
Tasslehoff e Caramon hanno attivato il congegno magico all'ultimo minuto, interferendo con l'incantesimo di Raistlin e provocando la catastrofe di Zhaman, con l'intento di tornare a Solace. Ma qualcosa non ha funzionato. Il luogo dove si ritrovano dopo l'incantesimo è infatti un'orrenda palude puzzolente, priva di vegetazione e di animali, sormontata da un cielo nuvoloso dal quale piovono fulmini a ripetizione. L'acqua che scende dal cielo è velenosa anziché benefica, ed il sole è solo una pallida moneta incapace di riscaldare quel mondo morto.
Confusi, i due compagni si convincono di aver sbagliato luogo e tempo, ma accidentalmente si imbattono nelle rovine di quella che un tempo era stata Solace, e che ora non è che un mucchietto di cenere. Nella piazza principale, inoltre, essi scoprono la tomba di Tika, che è datata solo due anni dopo la loro partenza: ai piedi dell'obelisco finemente scolpito, infine, Caramon vede il proprio cadavere, morto dopo aver completato la costruzione della tomba dell'amata moglie.
Alla vista della data sulla lapide, i due compagni capiscono di aver leggermente sbagliato il tempo di arrivo, e che quello è il futuro che li aspetta. Ma quando alzano gli occhi verso il cielo, capiscono subito cosa può aver sconvolto il destino del mondo. Nel cupo firmamento notturno, infatti, alle costellazioni degli dèi che tutti gli abitanti di Krynn sono abituati a vedere (il Drago a Cinque Teste, il Guerriero Valoroso e i Piatti della Bilancia) si è aggiunta una quarta costellazione: una clessidra. Raistlin ha vinto la sua battaglia, è diventato un dio... ed ora regna su un mondo morto.
Nel tentativo di capire come questo possa essere accaduto, Caramon e Tas si dirigono verso l'unico posto che può ancora essere popolato: la Torre della Grande Stregoneria di Wayreth. Qui, essi trovano solo Par-Salian, orrendamente torturato da Raistlin, ed Astinus che con tutta calma sta finendo di annotare la fine del mondo. A Raistlin, che dall'alto del suo potere beffardamente li prende in giro, Astinus risponde rivelandogli il suo destino, ovvero che egli non sarà mai in grado di creare ma solo di distruggere, finché, dopo aver risucchiato nella sua bramosia anche la sua stessa essenza, si troverà da solo in un universo spopolato, alla frenetica ma vana ricerca di qualcos'altro da divorare.
Caramon e Tas assistono quindi impotenti alla morte di Par-Salian, che però all'ultimo istante rivela loro il modo di cambiare questo futuro: a Raistlin non deve essere permesso di uscire dall'Abisso. Quindi, dopo aver preso ad Astinus il libro in cui egli descrive gli ultimi anni di vita di Krynn, i due azionano il congegno magico.
Intanto, nel tempo di partenza dei compagni, Kitiara sta organizzando di attaccare Palanthas con un potente esercito, capitanato da Lord Soth, per offrire una degna accoglienza al fratellastro quando uscirà vittorioso dall'Abisso. Ma, come Crysania, anch'ella sta per essere tradita dai suoi più fedeli alleati: Soth infatti, desiderando appassionatamente che Kitiara diventi la sua compagna per tutta l'eternità, medita di tradirla e di fare in modo che venga uccisa, in modo che lui possa definitivamente prendere possesso della sua anima.
Contemporaneamente, Dalamar e Tanis Mezzelfo, accorsi al capezzale del morente Elistan, organizzano la resistenza della città: mentre Tanis si occupa dell'organizzazione dell'esercito di Palanthas, Dalamar cercherà di impedire che Raistlin esca dall'Abisso trascinando con sé la Regina delle Tenebre. È in questo stato di cose che Caramon e Tasslehoff ricompaiono, e assieme a Tanis cercano di raggiungere la Torre di Raistlin usando una delle cittadelle volanti di Kitiara, di cui Tas riesce a prendere il controllo assieme a un nano di fosso, Rounce.
Tanis e Caramon giungono quindi nella stanza del Portale, appena in tempo per impedire che Kitiara, venuta a spianare la strada al ritorno del fratello, uccida Dalamar, l'ultimo dei suoi amanti. Colpita da un incantesimo del mago, Kitiara muore fra le braccia di Tanis (tra l'altro, pronunciando le stesse parole che erano state profetizzate nel libro Raistlin - I fratelli in armi), che deve cedere il suo cadavere a Lord Soth, venuto a ritirare la sua ricompensa.
Nell'Abisso, intanto, è passato moltissimo tempo. Crysania si è indebolita fino alla morte per proteggere Raistlin dalle numerose visioni di cui la Regina Oscura li ha fatti oggetto, ed alla fine giace accecata ai piedi del palo dove ha sognato di essere bruciata come una strega. Raistlin, rendendosi conto che il compito del chierico è finito e che la sua ora è vicina, abbandona Crysania, sordo alle sue singhiozzanti implorazioni di farle compagnia mentre muore.
È così che la trova Caramon quando alla fine varca il Portale per uccidere il fratello. Sapendo che Takhisis non può entrare nel mondo dei mortali se prima qualcuno davanti a lei non attraversa il Portale nello stesso senso, Caramon ha intenzione di uccidere Raistlin e poi se stesso per evitare che il gemello porti la Regina Oscura sul suo mondo, dove lei è vulnerabile.
Ma quando infine i due fratelli si incontrano, e Caramon rivela a Raistlin la fine che Astinus ha predetto per lui, il mago capisce finalmente l'irrealizzabilità del suo progetto, e dona a Caramon il Bastone di Magius affinché lui torni indietro e chiuda il Portale. Caramon riporta così indietro Crysania e sigilla il gemello nell'Abisso assieme alla Regina Oscura, ma il bagliore di umanità che si è acceso in Raistlin all'ultimo momento fa sì che gli sia concesso, invece dell'eterna tortura che Takhisis gli aveva promesso, un dolce sonno senza sogni. Con la testa poggiata sul braccio di suo fratello come quando erano bambini, sordo alle urla di frustrazione della Regina delle Tenebre privata del suo diletto, Raistlin chiude quindi gli occhi per l'ultima volta.
Successivamente Tasslehoff e Caramon si recano a Palanthas da Astinus per portargli il libro ricevuto dallo stesso Astinus nel futuro. Alla vista di tale libro il cronista di Krynn rimane esterrefatto e per quel giorno non documenta alcun avvenimento registrando solo che gli era stato portato un libro scritto da lui e che non avrebbe scritto mai.
A questo punto Caramon fa ritorno a casa a Solace da Tika, e i due finalmente si riconciliano.

## Edizioni
- Margaret Weis - Tracy Hickman, La sfida dei gemelli, traduzione di Giampaolo Cossato - Sandro Sandrelli, collana Armenia, Armenia Editore, 1989,  p. 334, ISBN 88-344-0401-7.